# Beweglichkeit (Denkmal)

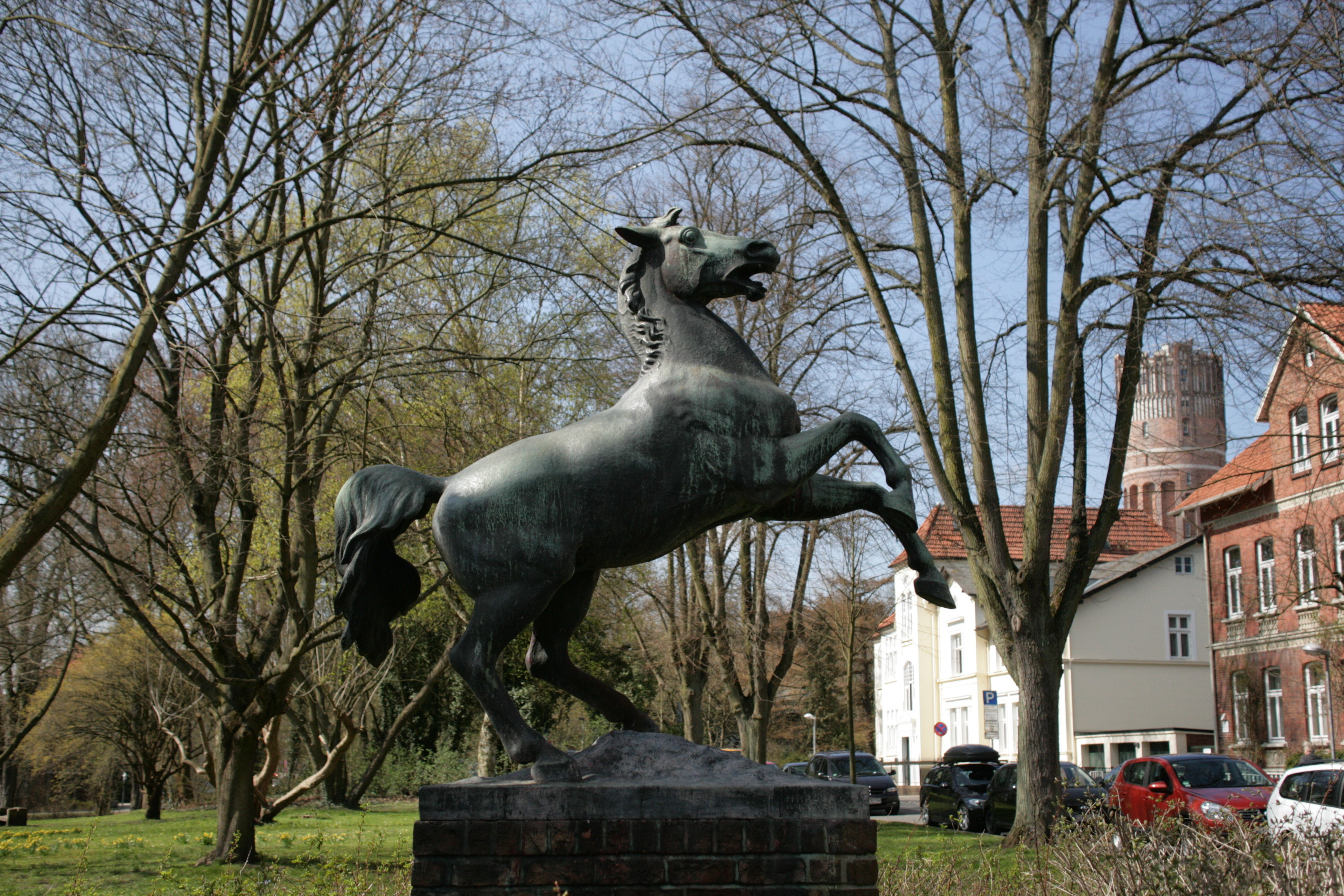
Denkmal Beweglichkeit

Die Beweglichkeit in Form eines steigenden Pferdes, auch Niedersachsenpferd genannt, ist ein Außenexponat des Museums Lüneburg. Die in den 1920er Jahren geschaffene Skulptur steht heute als Denkmal in Lüneburg und zugleich für einen Teil der deutschen Geschichte im 20. Jahrhundert.

## Geschichte
Zur Zeit der Weimarer Republik und im Jahr des Höhepunktes der Deutschen Hyperinflation schuf der Bildhauer Hans Kröger 1923 im Rahmen eines Wettbewerbes die Skulptur eines steigenden Pferdes: Die bronzene Plastik mit dem Titel „Beweglichkeit“ war anfänglich in Bremerhaven aufgestellt worden, gelangte jedoch später in den Besitz des nationalsozialistischen Gauleiters Otto Telschow. Nach dem Zweiten Weltkrieg beschlagnahmte die britische Militärregierung 1945 den Nachlass Telschows.
1952 übergab das Land Niedersachsen das Pferd an das Museum für das Fürstentum Lüneburg, das die Plastik in seine Sammlung aufnahm und die Skulptur als Außenexponat im Wandrahmpark auf einen Sockel stellte. Anlässlich einer Restaurierung des Denkmals im Jahr 2015 mahnte die Museumsleiterin Heike Düselder erläuternde Informationen zu der Pferdeplastik an. Nach der Restaurierung der auch „Niedersachsenpferd“ genannten Statue im März 2016 wurde die Aufstellung einer entsprechenden Dokumentationstafel zur „Herkunft und Geschichte des Pferdes“ angekündigt.